# Makedonía
Makedonía (tiếng Hy Lạp: Μακεδονία, phát âm tiếng Hy Lạp: [maceðoˈnia], cũng được viết là Macedonia theo tên tiếng Anh) là một vùng địa lý và lịch sử của Hy Lạp. Makedonía là vùng lớn nhất và đông dân cư thứ hai tại Hy Lạp. Vùng này và Thráki (và đôi khi gồm cả Ípeiros và Thessalía) thường được gọi một cách không chính thức là Bắc Hy Lạp.
Vùng bao gồm phần lớn lãnh thổ của Makedonía cổ đại, một vương quốc do triều Argead cai trị, vị hoàng đế nổi tiếng nhất là Alexandros Đại đế và cha ông là Philippos II. Tên gọi Makedoníasau đó được dùng để gọi các khu vực hành chính khác nhau của La Mã và Đông La Mã với ranh giới có sự khác biệt lớn. Dưới thời đế quốc Osman, tên gọi này biến mất hoàn toàn.
Ngay cả trước khi thành lập nhà nước Hy Lạp hiện đại vào năm 1830, vùng này đã được coi là một lãnh thổ của Hy Lạp, tuy nhiên ranh giới địa lý không được xác định rõ ràng Đến giữa thế kỷ 19, tên gọi được củng cố một cách không chính thức, xác định một vùng địa lý riêng biệt hơn là chính trị ở miền nam Balkan. Và giai đoạn cuối của đế chế Ottoman, hầu hết khu vực được biết tới với tên gọi Rumelia (từ tiếng Thổ Nhĩ Kỳ: Rumeli Ottoman, "Vùng đất của những người La Mã") bị phân chia theo Hiệp ước Bucharest vào năm 1913, sau khi đế chế Ottoman thất bại trong Các cuộc chiến tranh Balkan vào các năm 1912-1913. Hy Lạp, Serbia, Bulgaria mỗi bên được kiểm soát một phần Makedonía, trong đó Hy Lạp có được phần lớn nhất; một phần nhỏ thuộc về Albania. Vùng là một đơn vị hành chính của Hy Lạp cho đến cuộc cải cách hành chính vào năm 1987, khi nó được phân chia thành Tây Makedonía và Trung Makedonía cùng một phần của Đông Makedonía và Thráki, vùng mới sau cùng bao gồm toàn bộ vùng Thráki cũ.

## Lịch sử

### Tiền sử
Makedonía toa lạc ở nơi giao nhau của sự phát triển của loài người giữa Aegea và Balkan. Các dấu hiệu cho thấy loài người đã sống ở đây từ thời đại đồ đá cũ, đáng chú ý là tại hang Petralona người ta đã tìm thấy dấu tích của vượn hình nhân cổ nhất tại châu Âu, Archanthropus europaeus petraloniensis. Vào hậu kỳ thời đại đồ đá mới (khoảng 4500 tới 3500 TCN), thương mại đã diễn ra với các khu vực khá xa, văn hóa-xã hội thay đổi nhanh chóng. Một trong những thay đổi quan trọng nhất là việc bắt đầu khai thác đồng.

### Thời kỳ cổ đại

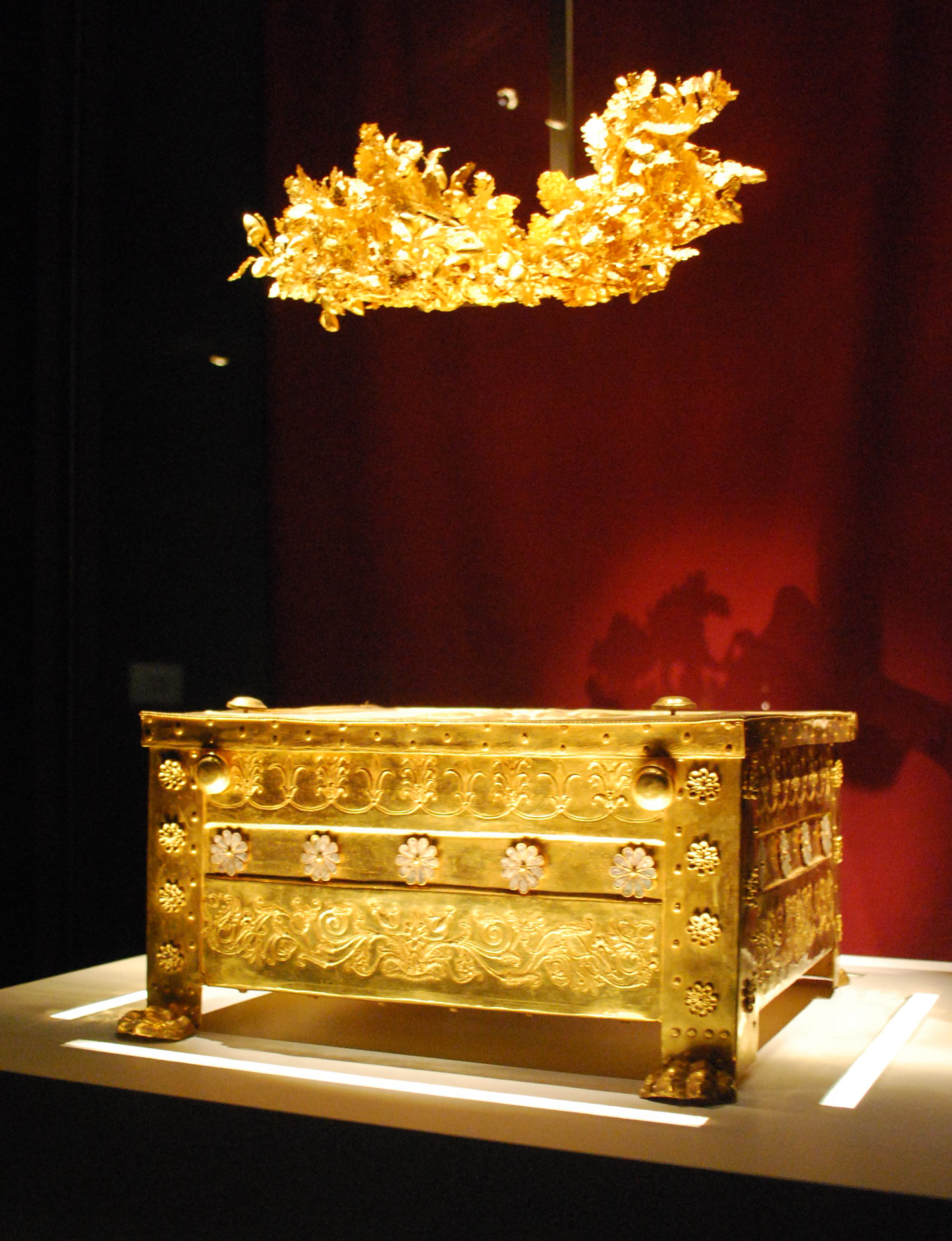
larnax bằng vàng và mộ quan bằng vàng của Philippos II.

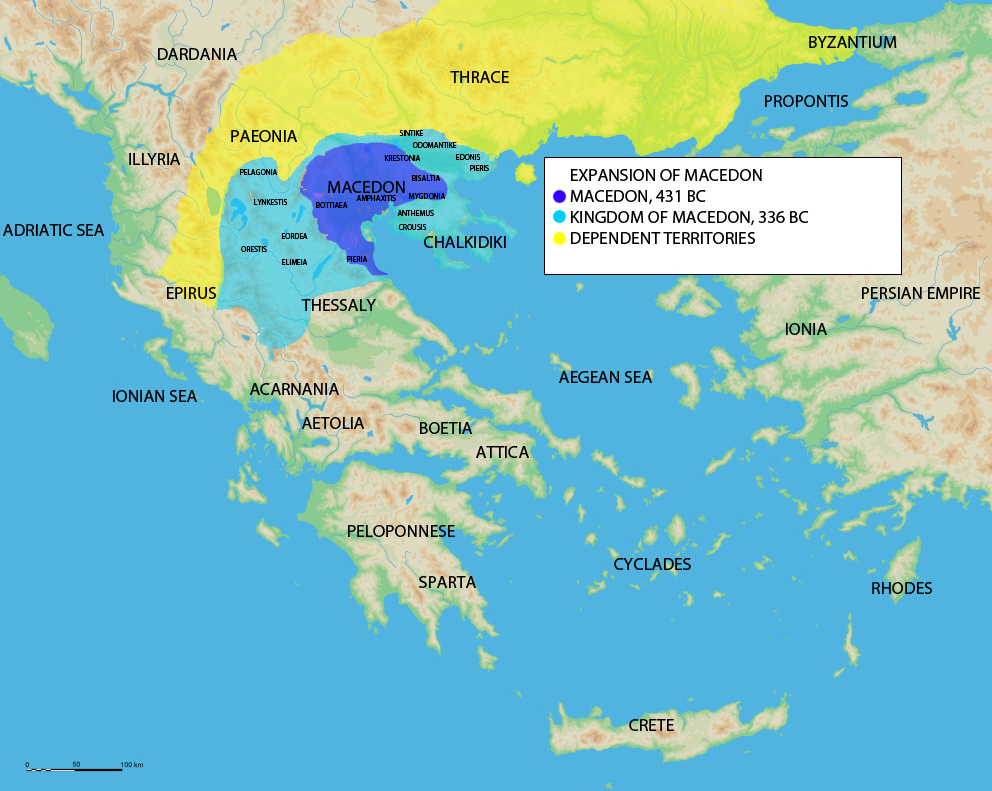
Lãnh thổ mở rộng của vương quốc Macedonia cho đến cái chết của Philippos II.

Theo Herodotos, lịch sử Makedonía bắt đầu với bộ lạc Makednos (makednos nghĩa là "cao" trong tiếng Hy Lạp), đã di cư đến vùng đất này từ Histiaeotis ở phía nam. Tại đây, họ sinh sống gần các bộ lạc Thracia như Bryges, những người mà sau đó đã rời Makedonía đến Tiểu Á và được gọi là người Phrygia. Makedonía được đặt tên theo người Makednos. Theo địa danh học, tên gọi như Emathia đã được sử dụng từ trước đó.
Một nhóm người Makedonía có thể đã xâm lược miền nam Hy Lạp vào cuối thiên niên kỷ thứ 2 TCN. Khi đến bán đảo Peloponnesos, những kẻ xâm lược đã đổi tên thành người Doria. Trong hàng thế kỷ, các bộ lạc Makedonía đã tổ chức lại thành các vương quốc độc lập tại nơi mà nay là Trung Makedonía, và vai trò của họ đối với nền chính trị nội bộ Hy Lạp là rất nhỏ ngay cả trước khi Athena nổi lên. Người Makedonía có thể thuộc về nhánh Doria của người Hy Lạp, trong khi có nhiều người Ionia tại khu vực ven biển. Phần còn lại của vùng có các bộ lạc Thracia và Illyria khác nhau cũng như các thuộc địa chủ yếu ở ven biển của các nhà nước Hy Lạp như Amphipolis, Olynthos, Potidea, Stageira, và ở phía bắc có một bộ lạc khác cư trú, được gọi là người Paeonia. Vào cuối thế kỷ 6 và đầu thế kỷ 5 TCN, khu vực nằm dưới quyền kiểm soát của người Ba Tư cho đến khi Xerxes bị đánh bại tại Plataea. Trong Chiến tranh Peloponnesus, Makedonía trở thành nơi diễn ra nhiều hoạt động quân sự của Liên minh Peloponnesus và những người Athena, và nó còn chứng kiến các cuộc xâm chiếm của người Thracia và Illyria, điều này được Thucidydes chứng thực. Nhiều thành bang Makedonía là đồng minh của người Sparta (cả người Sparta và người Makedonía đều là người Doria, trong khi người Athena là người Ionia), nhưng Athens vẫn duy trì quyền kiểm soát thuộc địa Amphipolis trong nhiều năm. Vương quốc Macedonia, được Philip II tái tổ chức và liên kết với các nhà nước Hy Lạp thông qua việc thành lập Liên minh Corinth. Sau khi ông bị ám sát, con trai là Alexandros kế vị ngai vàng của Makedonía, ông trở thành một trong những người nổi tiếng nhất sinh ra tại vùng đất này.

### Thời kỳ La Mã

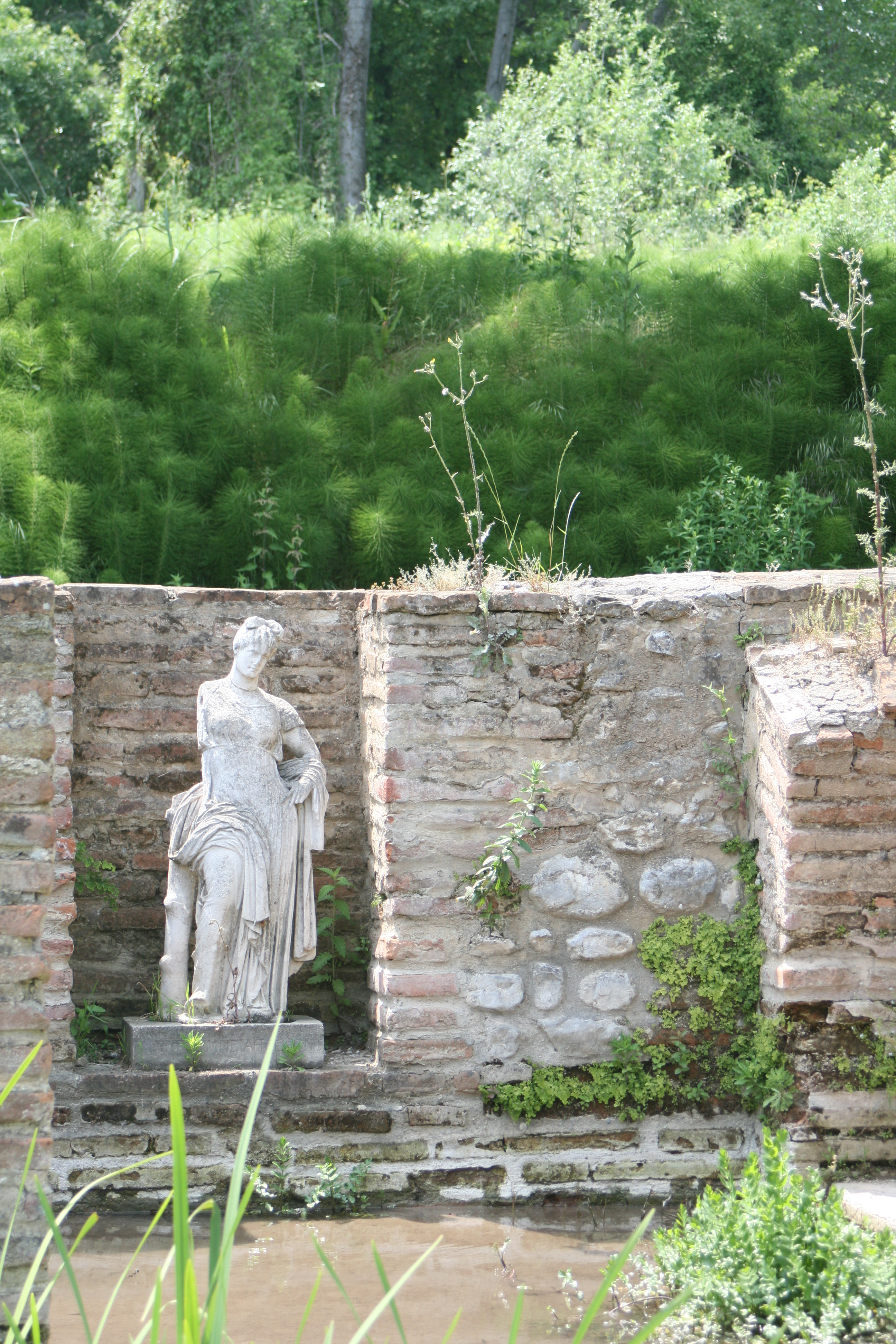
Quang cảnh di chỉ Dion.

Makedonía vẫn tiếp tục tồn tại như là một vương quốc quan trọng và hùng mạnh cho đến Trận Pydna (22 tháng 6, năm 168 TCN), tại đó tướng La Mã Aemilius Paulus đã đánh bại vua Perseus của Macedonia, chấm dứt thời kỳ cai trị của nhà Antigonos tại Makedonía. Một nhà nước cộng hòa của người Makedonía tồn tại trong một thời gian ngắn với tên gọi "Koinon của những người Makedonía" đã được thành lập. Nó bị chia thành bốn khu vực hành chính. Thời kỳ này kết thúc vào năm 148 TCN, khi Makedonía hoàn toàn bị La Mã sáp nhập. Ranh giới phía bắc vào thời điểm đó kết thúc tại hồ Ohrid và Bylazora, một thành phố của người Paeonia (nay là Titov Veles). Strabo, viết vào thế kỷ thứ 1 SCN đã đặt ranh giới của Makedonía tại một phần nào đó của Lychnidos, Achris của Đông La Mã, nay là Ochrid. Bởi vậy, Makedonía cổ đại không mở rộng đáng kể ra khỏi ranh giới vùng Makedonía thuộc Hy Lạp hiện nay. Ở phía đông, theo Strabo, ranh giới của Makedonía kết thúc tại sông Strymon, mặc dù ông cũng đề cập đến việc những học giả khác đặt ranh giới của Makedonía với Thrace tại sông Nestos, hiện nay cũng là ranh giới giữa hai vùng hành chính của Hy Lạp.
Sau đó các lãnh thổ Ipiros và Thessalia cũng như các khu vực khác ở phía bắc được hợp nhất thành hành tỉnh Makedonía, nhưng vào năm 297 SCN, dưới cải cách của Diocletianus, hai tỉnh mới được tạo ra: Makedonía Prima và Makedonía Salutaris (từ 479-482 SCN là Makedonía Secunda). Makedonía Prima tương đối trùng hợp với định nghĩa Makedonía của Strabo và với đơn vị hành chính hiện tại của Hy Lạp và thủ phủ của nó là Thessalonica, trong khi Makedonía Secunda có thủ phủ là thành phố Dardani Stobi (gần Gradsko). Việc phân chia này được nói tới trong Synecdemon (527-528) của Hierocles và vẫn còn áp dụng dưới thời cai trị của Hoàng đế Justinianus I.

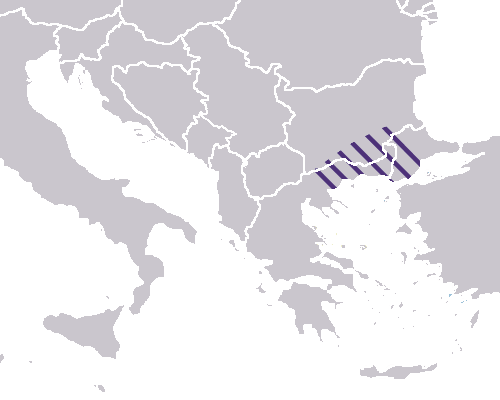
Phạm vi gần đúng của thema của Makedonía, cùng với biên giới hiện đại.

Các cuộc xâm lược của người Slav, Avar, Bulgaria và Magyar vào thế kỷ 6 và 7 đã tàn phá cả hai tỉnh  và chỉ có các phần lãnh thổ của Makedonía Prima ở vùng ven biển và gần Thrace hơn là còn nằm trong tay đế quốc Đông La Mã (Byzantine), trong khi hầu hết các vùng nội địa là nơi tranh chấp giữa Đông La Mã và Bulgaria. Các vùng của Makedonia nằm dưới quyền kiểm soát của Đông La Mã được sáp nhập vào tỉnh Thracia.
Một hệ thống chính quyền mới được hình thành vào năm 789-802 SN, sau khi hoàng đế Đông La Mã lấy lại được các vùng đất bị mất trong các cuộc xâm lược. Hệ thống mới này dựa trên các đơn vị hành chính gọi là Themata. Vùng Makedonía Prima (lãnh thổ của Makedonía thuộc Hy Lạp ngày nay) bị phân chia giữa Thema Thessalonika và Thema Strymon, và chỉ có một khu vực nhỏ của vùng đất này từ Nestos về phía đông tiếp tục mang tên Makedonía, được gọi là Thema Makedonias (θέμα Μακεδονίας) hay Thema "Makedonía tại Thracia". Thema Makedonía tại Thracia có thủ phủ là Adrianopolis (Aδριανούπολις).

### Lịch sử Trung Cổ

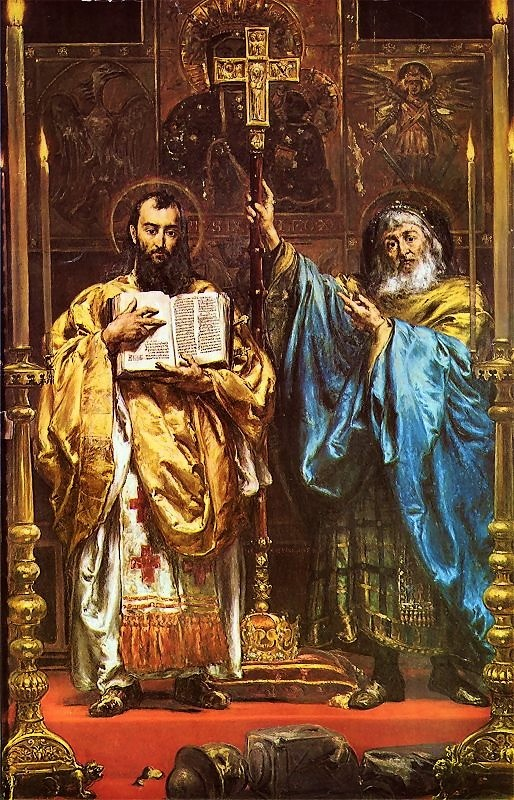
Các Thánh Kiril và Metodius do Jan Matejko vẽ.

Quen thuộc với các yếu tố Slav trong vùng đã khiến hai anh em đến từ Thessaloniki, hai vị Thánh Kiril và Metodius, đã được lựa chọn để cải đạo cho người Slav sang Kitô giáo. Sau các chiến dịch của Basileios II, toàn bộ Makedonía trở về dưới sự quản lý của Đông La Mã. Sau cuộc Thập tự chinh lần thứ 4 1203–1204, một vương triều Thập tự chinh tồn tại ngắn ngủi là Vương quốc Thessalonica đã được thành lập trong vùng, nhưng nó đã bị Hầu quốc chuyên chế Ipiros của người Hy Lạp chinh phục vào năm 1224. Makedonia trở lại đế quốc Đông La Mã ngay sau đó, và duy trì tình trạng này cho đến thập niên 1340, khi toàn bộ Makedonía (ngoại trừ Thessaloniki, và có thể là Veria) bị một vị vua người Serbia là Stefan Dushan chinh phục. Vùng đất này bị phân chia giữa Serbia và Bulgaria sau cái chết của Dushan, và rồi nhanh chống về tay đế chế Ottoman, ngoại trừ Thessaloniki cho đến năm 1387. Sau một khoảng thời gian ngắn thuộc Đông La Mã 1403–1430 (trong bảy năm cuối cùng, thành phố về tay Cộng hòa Venezia), Thessaloniki và các khu vực xung quanh lại trở về với Ottoman.

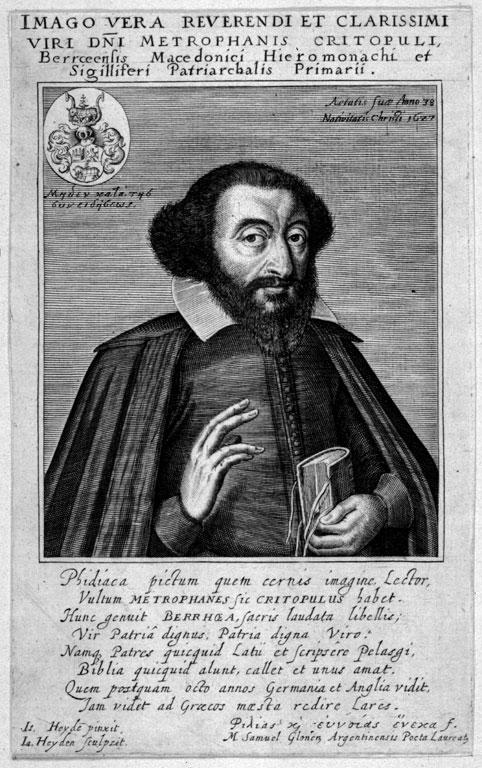
Metrophanes Kritopoulos; nhà thần học, thầy tu và Giáo trưởng của Alexandria, được sinh ra tại Veria in 1589.

Việc chiếm giữ Thessaloniki đã khiến thế giới Hy Lạp sửng sốt và được coi là khúc dạo đầu cho sự sụp đổ của chính Constantinopolis. Ký ức về sự kiện này vẫn được lưu lại qua các truyền thống dân gian như thần thoại. Apostolos Vacalopoulos ghi chép lại theo các tín ngưỡng của người Thổ Nhĩ Kỳ có liên hệ với sự kiện chiếm Thessalonica:
| “ | Khi Murad đang ngủ trong cung điện của mình ở Yenitsa, câu chuyện kể rằng, Chúa trời đã hiện ra trước mặt ông trong một giấc mơ và đưa cho ông một bông hồng đáng yêu thơm nồng nàn. Quốc vương đã rất ngạc nhiên trước vẻ đẹp của nó và ông đã cầu xin Chúa trời hãy cho ông. Chúa trời trả lời, "Bông hồng này, Murad, là Thessalonica. Cần biết rằng nó là do thượng đế ban cho con tận hưởng. Đừng lãng phí thời gian; hãy đi và lấy nó". Tuân theo lời của Chúa trời, Murad hành quân đánh Thessalonica và đã chiếm được thành phố. | ” |

### Dưới ách cai trị của đế quốc Osman
Thessaloniki trở thành một trung tâm cho sự cai trị của đế chế Ottoman tại Balkan. Trong khi hầu hết Makedonía do người Osman kiểm soát thì tại núi Athos, cộng đồng thầy tu tiếp tục tồn tại trong một nhà nước tự trị. Phần còn lại của bán đảo Chalkidiki cũng có một tình trạng tự trị: "Koinon Mademochoria" do một hội đồng được bổ nhiệm tại địa phương quản lý nhờ sự thịnh vượng của nó, đến từ các mỏ vàng và bạc trong khu vực.
Có những cuộc nổi dậy ở Makedonía trong thời kỳ đế chế Ottoman cai trị, bao gồm một cuộc nổi dậy sau trận Lepanto kết thúc với vụ thảm sát người Hy Lạp, cuộc khởi nghĩa tại Naousa của armatolos Zisis Karademos năm 1705, một cuộc nổi loạn tại khu vực Grevena bởi một người Klepht gọi là Ziakas (1730–1810) và Tuyên ngôn Độc lập Hy Lạp tại Makedonía của Emmanuel Pappas vào năm 1821, trong Chiến tranh giành độc lập Hy Lạp. Năm 1854 Theodoros Ziakas, con trai của klepth Ziakas cùng với Tsamis Karatasos, một trong những người tham gia cuộc bao vây Naousa năm 1821, đã lãnh đạo một cuộc khởi nghĩa khác ở Tây Makedonía và sự kiện này được nói đến nhiều trong các bài dân ca Hy Lạp.

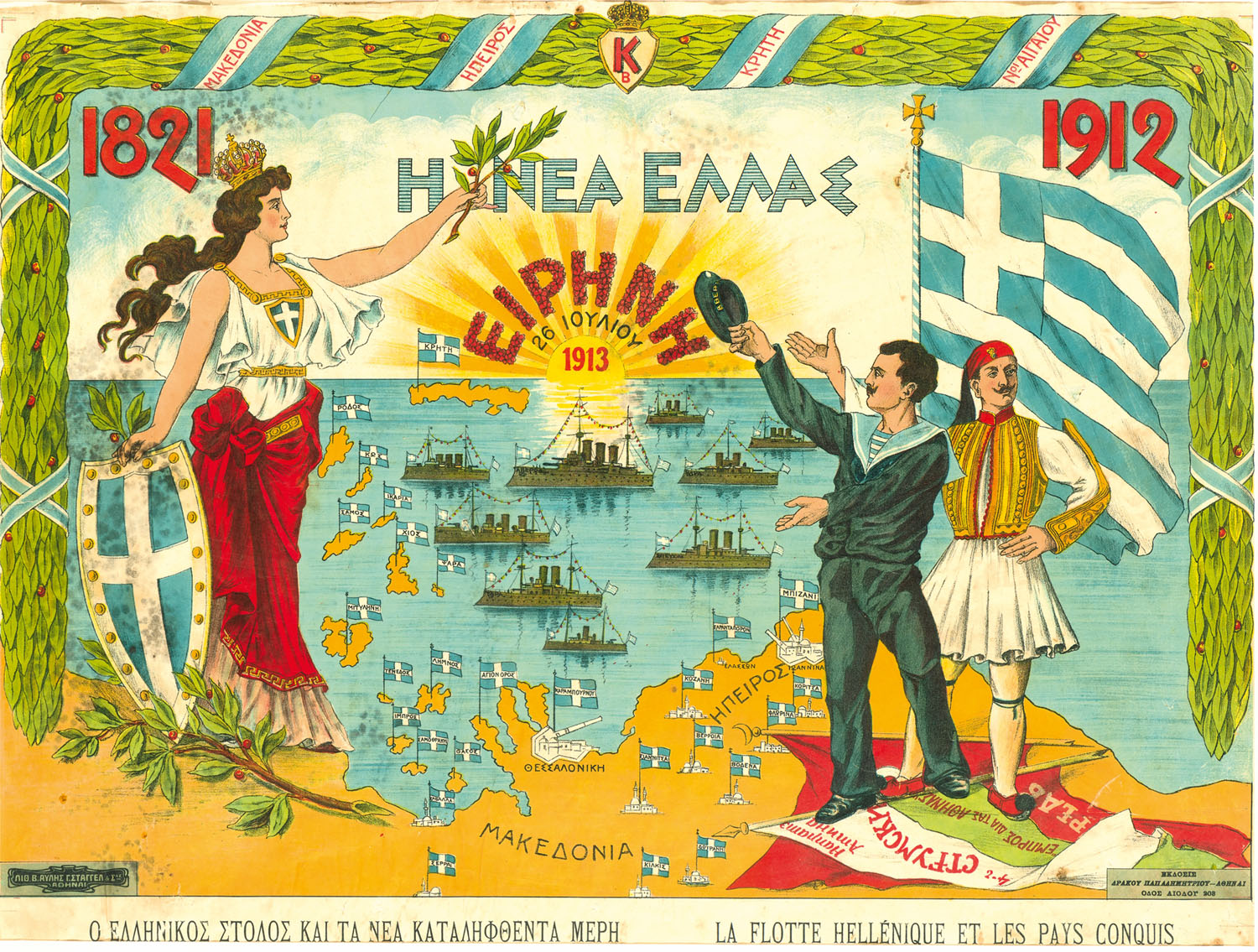
Hy Lạp sau các cuộc chiến tranh Balkan, tỉnh Makedonía có thể được trông thấy ở bên dưới.

### Lịch sử hiện đại

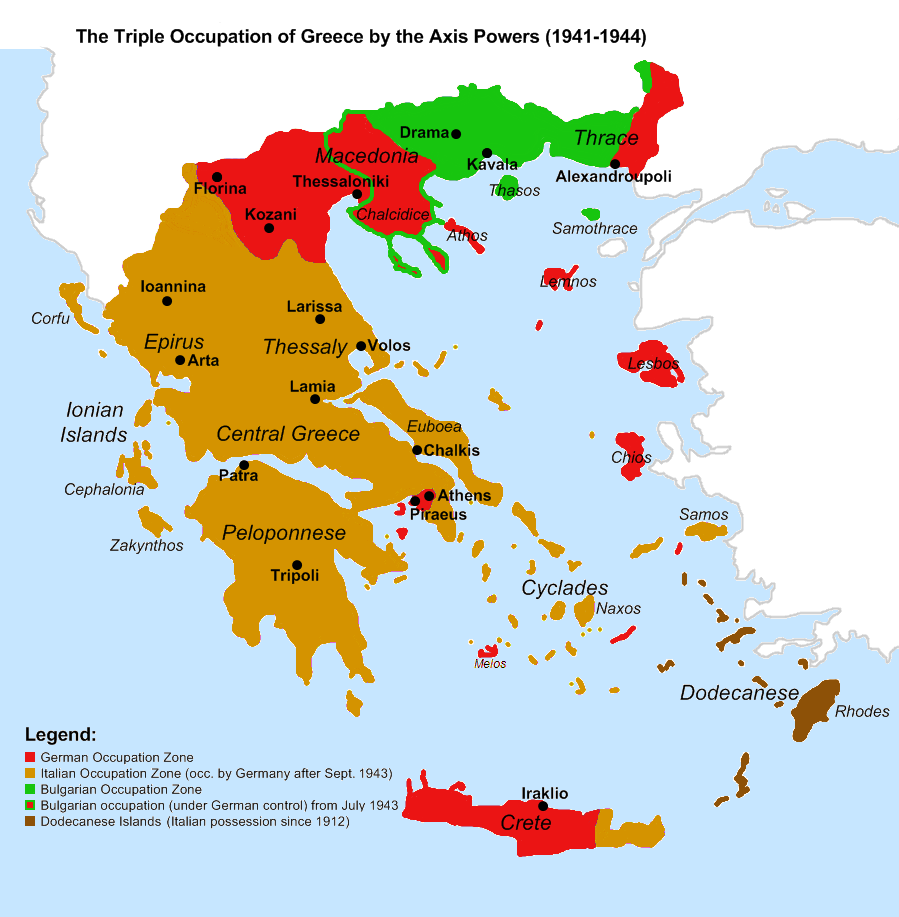
Vùng Bulgaria xâm lược Hy Lạp (màu lục) trong Thế chiến II

Hy Lạp đã giành được quyền kiểm soát khu vực từ tay đế chế Ottoman sau Chiến tranh Balkan thứ hai với Hiệp ước Bucharest (1913). Trong Thế chiến thứ 1, Venizelos hỗ trợ quân Đồng Minh và muốn Hy Lạp tham gia cuộc chiến với họ, trong khi vị vua thân Đức lại muốn duy trì tình trạng trung lập. Sự bất đồng là rất sâu rộng, vì nó cũng sẽ ảnh hưởng đến đặc tính và vai trò của nhà vua với đất nước. Việc sa thải phi hiến Venizelos của Nhà vua đã dẫn đến sự rạn nứt sâu sắc giữa hai bên và trong các sự kiện tiếp sau, họ chia thành hai phái hoàn toàn trái ngược nhau và điều này gây nên ảnh hưởng lớn đến xã hội Hy Lạp.
Việc quân Đồng Minh đổ bộ lên Thessaloniki với sự cho phép Venizelos và việc Nhà vua đầu hàng vô điều kiện một pháo đài quân sự của các lực lượng Đức-Bulgaria, bất đồng giữa hai người bắt đầu trở thành một cuộc nội chiến. Vào tháng 8 năm 1916, những người đi theo Venizelos đã thành lập một nhà nước lâm thới ở miền Bắc Hy Lạp, việc này đã khiến Hy Lạp tách thành hai thực thể. Sau các cuộc đàm phán ngoại giáo và đối đầu vũ trang tại Athens giữa Entente và các lực lượng bảo hoàng (sự kiện được gọi là Noemvriana) nhà vua đã thoái vị, và người con trai thứ hai của ông là Aléxandros lên ngôi. Venizelos trở về Athena vào ngày 29 tháng 5 năm 1917 và Hy Lạp, nay đã thống nhất, chính thức về phe Đồng Minh trong cuộc chiến, giành chiến thắng và bảo đảm được các lãnh thổ mới theo Hiệp ước Sèvres.
Trong Thế chiến II, Thracia và phía đông Makedonía bị Bulgaria xâm chiếm (1941–44), một thành viên của phe Trục. Chính quyền Bulgaria duy trì binh lính một cách thụ động tại đây cho đến ngày 20 tháng 4 năm 1941, khi quân Đức đè bẹp Hy Lạp và Nam Tư. Vào tháng 4 năm 1941, quân đội Bulgaria tiến vào vùng Aegea, mong giành được lối ra biển Aegean tại Thrace và Đông Makedonía, và chiếm đóng một lãnh thổ giữa sông Struma và một đường phân giới chạy qua Alexandroupoli và Svilengrad ở phía tây của Evros với các thành phố Alexandroupoli (Дедеагач, Dedeagach), Komotini (Гюмюрджина, Gyumyurdzhina), Serres (Сяр, Syar), Xanthi (Ксанти), Drama (Драма) và Kavala (Кавала) và các đảo Thasos và Samothrace.

## Chính quyền địa phương
Makedonía được phân chia thành ba vùng (tiếng Hy Lạp: Περιφέρειες) và bao gồm 14 đơn vị thuộc vùng (tiếng Hy Lạp: Περιφερειακές ενότητες). Các đơn vị thuộc vùng được chia tiếp thành các khu tự quản (tiếng Hy Lạp: δήμοι) hay "cộng đồng" (tiếng Hy Lạp: κοινότητες). Chúng được Bộ Nội vụ Hy Lạp giám sát, trong khi Bộ Makedonía và Thrace chịu trách nhiệm về sự phối hợp và áp dụng của các chính sách của chính phủ tại khu vực. Trước cải cách Kallikratis vào năm 2010, đơn vị thuộc vùng của Hy Lạp được gọi là "tỉnh" (prefecture), và Thasos là một phần của tỉnh Kavala.
Makedonía tiếp giáp với Thessalía ở phía nam, Thráki (một phần của vùng Đông Makedonía và Thráki) ở phía đông và Epirus ở phía tây. Vùng giáp với Albania ở phía tây bắc, Cộng hòa Bắc Macedonia ở phía bắc và Bulgaria ở phía đông bắc. Ba vùng của Makedonía được phân chia thành:
| Bản đồ Makedonía | #                                                      | Vùng, Đơn vị thuộc vùng và cộng đồng tự trị đến năm 2011 | Thủ phủ    | Diện tích | Dân số |
| ---------------- | ------------------------------------------------------ | -------------------------------------------------------- | ---------- | --------- | ------ |
|                  |                                                        |                                                          |            |           |        |
| Tổng             | Tây Makedonía                                          | Kozani                                                   | 9.451 km²  | 301.522   |        |
| 1                | Đơn vị thuộc vùng Kastoria                             | Kastoria                                                 | 1.720 km²  | 53.483    |        |
| 2                | Đơn vị thuộc vùng Florina                              | Florina                                                  | 1.924 km²  | 54.768    |        |
| 3                | Đơn vị thuộc vùng Kozani                               | Kozani                                                   | 3.516 km²  | 155.324   |        |
| 4                | Đơn vị thuộc vùng Grevena                              | Grevena                                                  | 2.291 km²  | 37.947    |        |
| Tổng             | Trung Makedonía                                        | Thessaloniki                                             | 18.811 km² | 1.871.952 |        |
| 5                | Đơn vị thuộc vùng Pella                                | Edessa                                                   | 2.506 km²  | 145.797   |        |
| 6                | Đơn vị thuộc vùng Imathia                              | Veria                                                    | 1.701 km²  | 143.618   |        |
| 7                | Đơn vị thuộc vùng Pieria                               | Katerini                                                 | 1.516 km²  | 129.846   |        |
| 8                | Đơn vị thuộc vùng Kilkis                               | Kilkis                                                   | 2.519 km²  | 89.056    |        |
| 9                | Đơn vị thuộc vùng Thessaloniki                         | Thessaloniki                                             | 3.683 km²  | 1.057.825 |        |
| 10               | Đơn vị thuộc vùng Chalkidiki                           | Polygyros                                                | 2.918 km²  | 104.894   |        |
| 11               | Đơn vị thuộc vùng Serres                               | Serres                                                   | 3.968 km²  | 200.916   |        |
| Tổng             | Đông Makedonía (Một phần của Đông Makedonía và Thráki) | Kavala                                                   | 5.579 km²  | 249.029   |        |
| 12               | Đơn vị thuộc vùng Drama                                | Drama                                                    | 3.468 km²  | 103.975   |        |
| 13               | Đơn vị thuộc vùng Kavala                               | Kavala                                                   | 1.728 km²  | 131.289   |        |
| 14               | Đơn vị thuộc vùng Thasos                               | Thasos                                                   | 379 km²    | 13.765    |        |
| 15               | Núi Athos (cộng đồng tự trị)                           | Karyes                                                   | 336 km²    | 2.262     |        |
| Tổng             | Makedonía                                              | Thessaloniki                                             | 34.177 km² | 2.424.765 |        |

Vùng địa lý của Makedonía cùng bao gồm một nhà nước tu viện nam giới tự trị tại Núi Athos, song không phải là một phần của phân khu Makedonía. Núi Athos thuộc thẩm quyền tôn giáo của Tòa Thượng phụ Đại kết Constantinople (Chính Thống giáo), và có quy chế đặc biệt: phụ nữ không được tiếp cận; lãnh thổ của nó là một phần tự quản thuộc Hy Lạp, và quyền lực nhà nước được thực hiện thông quan một thống đốc. Liên minh châu Âu đang xem xét tình trạng đặc biệt này, đặc biệt về vấn đề miễn thuế và quyền tổ chức. Thống đốc của Núi Athos do Bộ Ngoại giao Hy Lạp bổ nhiệm.

## Văn hóa

### Ẩm thực
Việc dân di cư từ Tiểu Á và Constantinipolis đến định cư tại khu vực này vào đầu thế kỷ 20 đã khiến lối ẩm thực của người Thổ Ottoman và ẩm thực Constantinopolis/Istambul trở nên thịnh hành trong khu vực. Các món ăn cổ truyền vẫn tiếp tục có mặt trong ẩm thực địa phương, tỉ như thịt cừu nấu với mộc qua và nhiều loại rau quả khác, thịt dê luộc/chiên với dầu ôliu. Ngoài ra còn có các gia vị khác xuất hiện gần đây, đến từ vùng Kavala tới Kastoria và Kozani, tạo ra hương vị mới cho các món ăn, tỉ như thịt cừu có thêm mộc qua và thịt lợn có thêm cần tây, tỏi tây.
Một số món đặc sản địa phương hiện nay là món tarhana với da lợn quay giòn, bánh nướng (với phô mai, tỏi tây, rau bi-na) và lợn rừng. Một số món ăn được ưa thích như tyrokafteri (phô mai chiên kiểu Makedonía), soupies krasates (mực nang nấu với rượu), mydia yiachni (trai hầm). Trái với Athena, món bánh pita ăn với thịt souvlaki không được nướng mà chiên. Sự phong phú của các loại kẹo và đồ ngọt đã tăng lên rất nhiềy với sự hiện diện của dân nhập cư. (Thông tin lấy từ 'Greek Gastronomy', GNTO, 2004)

### Âm nhạc
Âm nhạc Makedonía là âm nhạc của vùng địa lý Makedonía ở Hy Lạp, vốn là một phần của âm nhạc của toàn bộ vùng Makedonía. Các điệu nhảy dân gian trong vùng bao gồm Macedonia (điệu nhảy) (Μακεδονικός Χορός), chasapiko, leventikos, zeibekiko, zonaradiko, endeka Kozanis, Samarinas, stankena, Akritikos, baidouska, Macedonikos antikristos, mikri Eleni, partalos, kleftikos Makedonikos, mpougatsas, Kastorianos, o Nikolos và sirtos Macedonias. Ở Makedonia cũng tồn tại các bài ca ái quốc do quân đội Hy Lạp và người dân địa phương hát, tỉ như bài ca Makedonía ksakustí.

## Kinh tế và giao thông

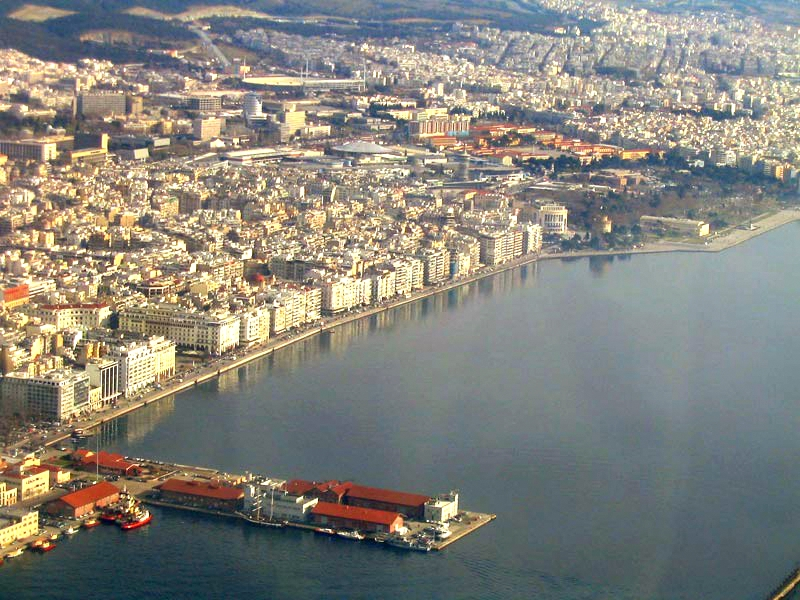
Không ảnh khu vực trung tâm của Thessaloniki, trung tâm kinh tế và công nghiệp chính.

Makedonía có một số vùng đất trồng trọt giàu có nhất tại Hy Lạp, đó là các đồng bằng Veria, Thessaloniki, Serres và Drama. Các loại nông sản trong vùng bao gồm lúa gạo, lúa mì, đậu, ô liu, sợi bông, thuốc lá, hoa quả, nho, rượu vang và các loại đồ uống có cồn khác. Chế biến thực phẩm và dệt là các ngành sản xuất chính. Du lịch là một ngành kinh tế chính dọc theo khu vực ven biển, đặc biệt là tại bán đảo Chalcidice, đảo Thasos và ở phía bắc gần núi Olympus. Nhiều khách du lịch đến từ Đức và Đông Âu.
Thessaloniki là thành phố cảng chính và một trung tâm công nghiệp; Kavala là cảng lớn thứ hai tại Makedonía. Ngoài sân bay chính tại Thessaloniki (sân bay Macedonia), vùng có một số sân bay khác tại Kavala (sân bay M.Alexandros), Kozani (sân bay Filippos), và Kastoria (sân bay Aristotelis). Đường cao tốc "Via Egnatia" đi qua toàn bộ chiều dài của Makedonía, kết nối hầu hết các thành phố chính. Vùng cũng có một hệ thống tàu hỏa.

## Nhân khẩu
Cư dân của vùng đại đa số là người Hy Lạp và là tín đồ Chính Thống giáo Hy Lạp. Từ thời Trung Cổ đến đầu thế kỷ 20, thành phần sắc tộc tại Makedonía có nét đặc trưng là không chắc chắn về số lượng và nhận dạng. Điều tra năm 1904 dưới thời Ottoman, Hilmi Pasha ghi nhận có 373.227 người Hy Lạp và 204.317 người Bulgaria tại riêng vilayet Selânik (Thessaloniki). Theo điều tra này, người Hy Lạp cũng chiếm ưu thế tại vilayet Monastir (Bitola), với 261.283 người Hy Lạp và 178.412 người Bulgaria. Hugh Poulton, trong quyển Who Are the Macedonians (Ai là người Macedina), ghi chú rằng "ước định số dân cư là không chắc chắn" đối với lãnh thổ Makedonía trước khi nó hợp nhất vào nhà nước Hy Lạp năm 1913. Số dân cư còn lại bao gồm người Thổ Ottoman và một số người Do Thái, và người Roma, người Albania và người Vlach.
Trong nửa đầu thế kỷ 20, sự thay đổi lớn về nhân khẩu học đã diễn ra, kết quả là người Hy Lạp chiếm tỷ lệ áp đảo. Năm 1919, sau khi Hy Lạp chiến thắng trong Chiến tranh Thế giới thứ 1, Bulgaria và Hy Lạp đã ký kết Hiệp ước Neuilly, yêu cầu một cuộc trao đổi dân cư giữa hai bên. Theo hiệp ước, Bulgaria được coi là tổ quốc của tất các dân tộc Slav sống tại Hy Lạp. Hầu hết người Hy Lạp từ Bulgaria được tái định cư tại Makedonía thuộc Hy Lạp; hầu hết người Slav tái định cư tại Bulgaria song một số vẫn ở lại, hầu hết trong số họ đã tuyên bố mình là người Hy Lạp để được miễn trừ trao đổi. Năm 1923, Hy Lạp và Thổ Nhĩ Kỳ ký kết Hiệp ước Lausanne sau các hậu quả của chiến tranh Hy Lạp-Thổ Nhĩ Kỳ, và 600.000 người Hy Lạp tị nạn đến từ Tiểu Á được tái định cư tại khu vực và thay thế những người Thổ Nhĩ Kỳ tại Makedonía và những người Hồi giáo khác (người Albania, Roma, Slav và Vlach) theo các điều khoản của hiệp ước.
Các thành phố Makedonía dưới thời cai trị của Ottoman thường được gọi bằng nhiều tên (tiếng Hy Lạp, Slav hay tiếng Thổ Nhĩ Kỳ Ottoman). Sau sự chia tách của vùng đất châu Âu thuộc Ottoman, hầu hết các thành phố được gọi chính thức bằng tên Hy Lạp sẵn có hoặc tiếp nhận tên Hy Lạp. Sau các cuộc trao đổi dân cư, nhiều địa điểm cũng được đổi tên theo ngôn ngữ của những người cư trú mới.
| Năm                              | Người Hy Lạp      | Người Bulgaria | Người Hồi giáo | Khác          | Tổng      |
| -------------------------------- | ----------------- | -------------- | -------------- | ------------- | --------- |
| 1926 (số liệu của Hội Quốc Liên) | 88,8% (1.341.000) | 5,1% (77.000)  | 0,1% (2.000)   | 6,0% (91.000) | 1.511.000 |

Dân cư bị ảnh hưởng bởi Chiến tranh thế giới thứ 2 với các nạn đối, xử tử, thảm sát và trục xuất. Trung Makedonía, bao gồm Thessaloniki, bị người Đức chiếm đóng, và ở phía đông, đồng minh Bulgaria của họ đã khủng bố cư dân người Hy Lạp bản địa và cho định cư những người thực dân Bulgaria tại vùng họ chiếm đóng ở Đông Makedonía và Tây Thrace, trục xuất tất cả người Do Thái ra khỏi khu vực. Tổng số dân thường chết tại Makedonía được ước tính là trên 400.000, bao gồm 55.000 người Do Thái Hy Lạp. Các ảnh hưởng từ Nội chiến Hy Lạp sau đó đã khiến nhiều người dân nông thôn Makedonía di cư ra các thị trấn và thành phố hay ra nước ngoài trong cuối những năm 1940 và 1950.

### Phương ngữ Makedonía
Tiếng Hy Lạp được sử dụng rộng khắp và là ngôn ngữ chính thức duy nhất trong đời sống và giáo dục tại Makedonía. Phương ngữ Makedonía bản địa được sử dụng bên cạnh các phương ngữ khác của tiếng Hy Lạp và tiếng Hy Lạp Pontos vẫn được một số người gốc Pontos sử dụng. Các phương ngữ Slav Makedonía là ngôn ngữ thiểu số phổ biến nhất trong khi tiếng Armânji, tiếng Arvanitika, Megleno-Romania, tiếng Thổ Nhĩ Kỳ và tiếng Di-gan cũng xuất hiện. Tiếng Ladino được một số người Do Thái tại Thessaloniki dùng.
Phương ngữ Makedonía ở Hy Lạp dựa theo những biến thể của từ vựng và đặc biệt là phát âm. Từ tháng 1 năm 2012, hãng Hàng không Aegea cho phát sóng một chương trình truyền hình thương mại nhấn mạnh về sự khác biệt giữa phương ngữ ở Thessaloniki và Athena, và giới thiệu bản thân nó là cầu nối giữa người dân hai thành phố này, giúp cho hai khu vực có thể hiểu nhiều về nhau hơn.
Sau khi khối xã hội chủ nghĩa ở Liên Xô và Đông Âu sụp đổ vào cuối thập niên 1980 và đầu thập niên 1990, có một lượng lớn người dân Đông Âu đến Makedonía để tìm việc làm. Từ đầu những năm 2000, cũng có những người châu Phi và Nam Á đến đây.

### Các đô thị lớn nhất

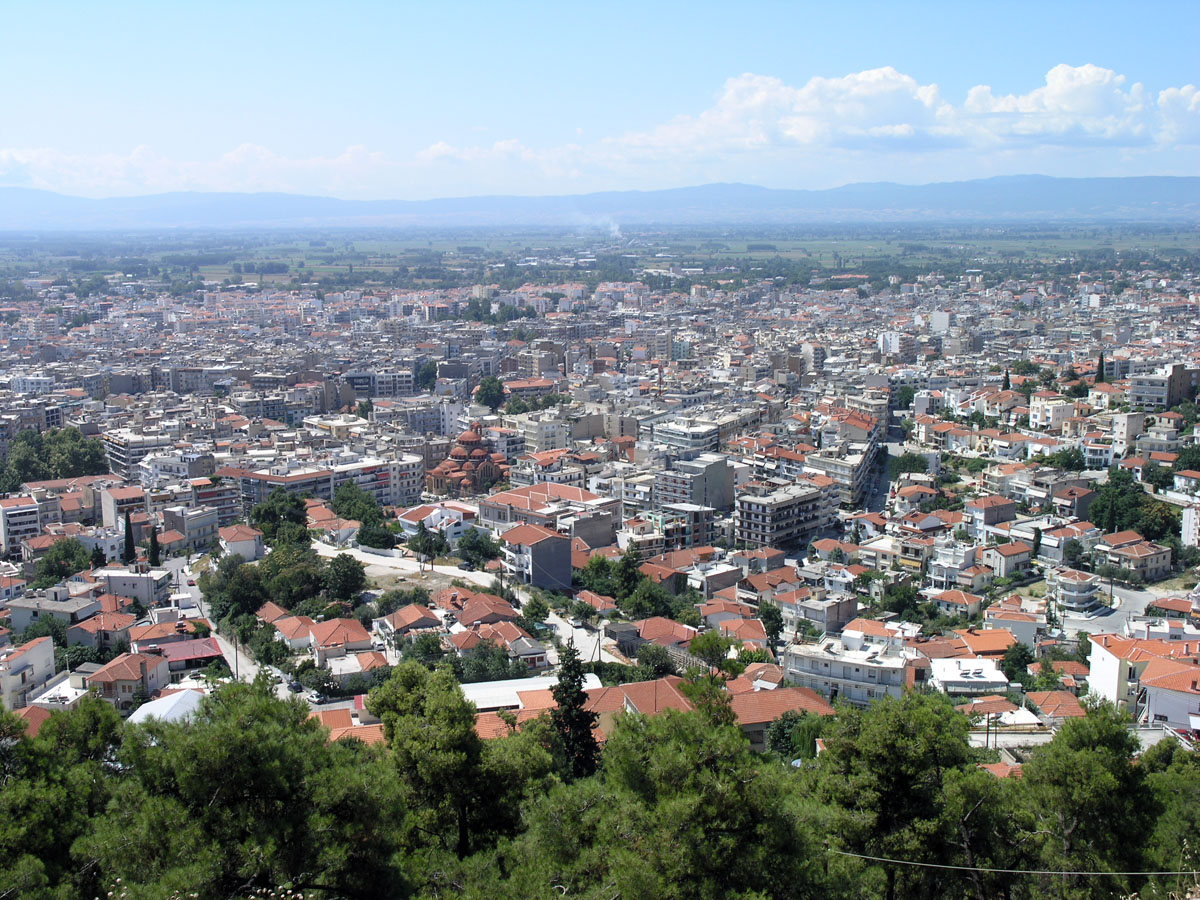
Quang cảnh Serres.

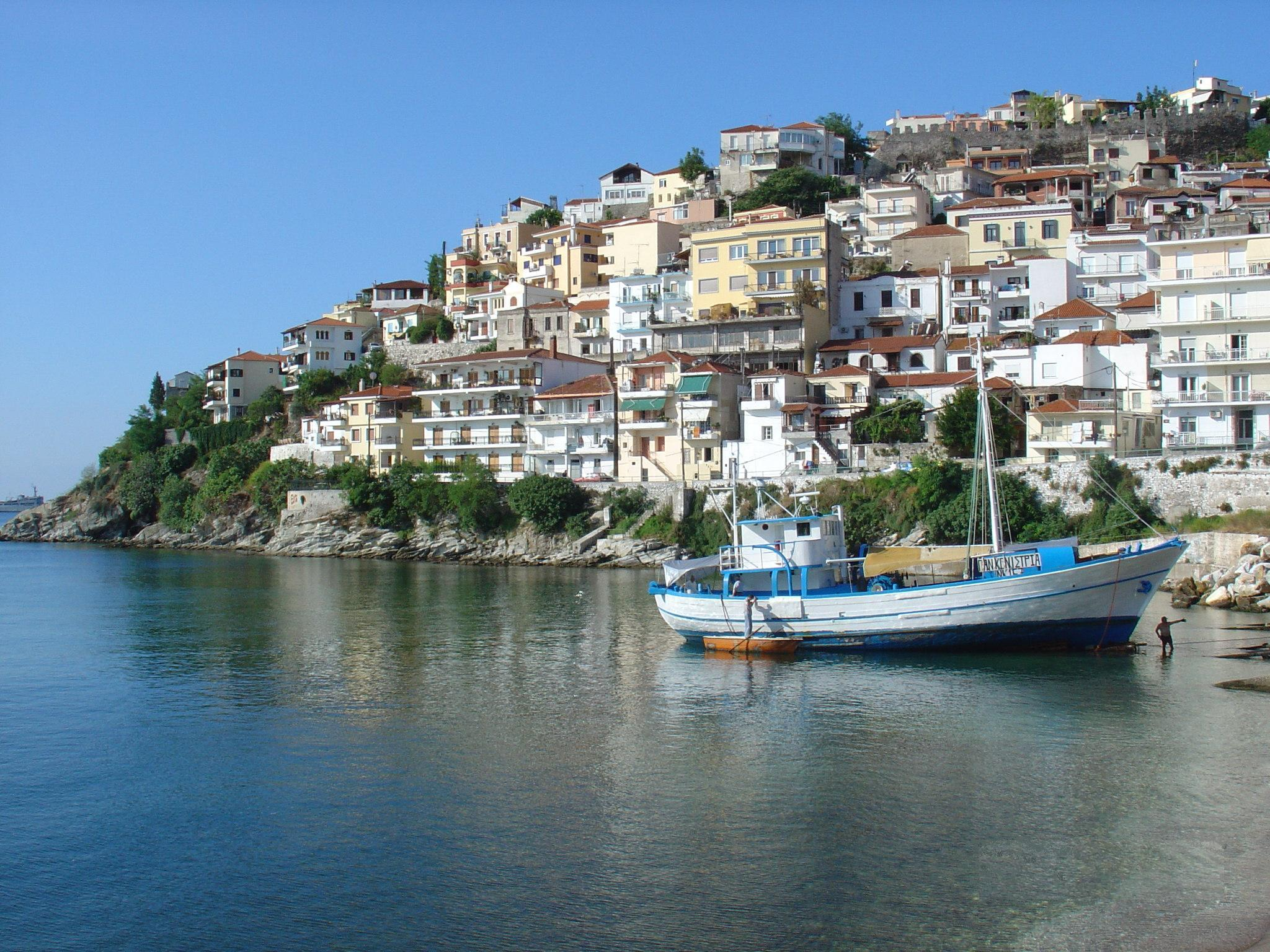
Quang cảnh Kavala.

| Đô thị                         | Tên Hy Lạp         | Dân số  |
| ------------------------------ | ------------------ | ------- |
| 01. Thessaloniki (khu tự quản) | Δήμος Θεσσαλονίκης | 363.987 |
| 02. Kavala                     | Καβάλα             | 63.293  |
| 03. Katerini                   | Κατερίνη           | 56.434  |
| 04. Serres                     | Σέρρες             | 56.145  |
| 05. Drama                      | Δράμα              | 55.632  |
| 06. Kozani                     | Κοζάνη             | 47.451  |
| 07. Veria                      | Βέροια             | 47.411  |
| 08. Ptolemaida                 | Πτολεμαΐδα         | 35.539  |
| 09. Giannitsa                  | Γιαννιτσά          | 26.296  |
| 10. Kilkis                     | Κιλκίς             | 24.812  |
| 11. Naoussa                    | Νάουσα             | 22.288  |
| 12. Aridaia                    | Αριδαία            | 20.213  |
| 13. Alexandria                 | Αλεξάνδρεια        | 19.283  |
| 14. Edessa                     | Έδεσσα             | 18.253  |
| 15. Nea Moudania               | Νέα Μουδανιά       | 17.032  |
| 16. Florina                    | Φλώρινα            | 16.771  |
| 17. Kastoria                   | Καστοριά           | 16.218  |
| 18. Grevena                    | Γρεβενά            | 15.481  |
| 19. Polygyros                  | Πολύγυρος          | 10.721  |
| 20. Skydra                     | Σκύδρα             | 5.081   |

### Nhận dạng khu vực
Người Makedonía (tiếng Hy Lạp: Μακεδόνες, Makedónes) là thuật ngữ dùng để chỉ những người Hy Lạp có nguồn gốc từ khu vực này. Người Makedonía có vai trò đặc biệt quan trọng trọng các cuộc chiến tranh Balkan khi họ là một cộng đồng thiểu số nhỏ trong tỉnh Macedonia của đế quốc Ottoman. Người Makedonía hiện nay có một bản sắc khu vực mạnh mẽ, thể hiện ở cả Hy Lạp và các nhóm di cư trong cộng đồng người Hy Lạp hải ngoại. Bản sắc này được nhấn mạnh trong bối cảnh có tranh chấp về tên gọi Macedonia sau khi Nam Tư tan rã, và một chủ thể ở phía bắc của Hy Lạp trở thành một nước độc lập với tên gọi "Cộng hòa Macedonia", kể từ đó việc tự nhận là người Macedonia là một vấn đề liên quan đến niềm tự hào dân tộc với nhiều người Hy Lạp.

### Các cộng đồng thiểu số
Quy mô đích xác của các sắc dân và ngôn ngữ thiểu số trong khu vực cho đến nay chưa được công bố chính thức vì bản thân Hy Lạp chưa từng tổ chức thống kê dân số theo tiếng mẹ đẻ từ năm 1951. Các cộng đồng dân tộc thiểu số ở Makedonía có thể kể đến là:

#### Cộng đồng người sử dụng ngôn ngữ Xlavơ

Phân bổ của cộng đồng người sử dụng ngôn ngữ Slav ở Florina và Aridaia (1993).

Các cộng đồng sử dụng ngôn ngữ Xlavơ tập trung tại các khu vực Florina, Kastoria, Édessa, Giannitsa, Ptolemaida và Naousa. Ngôn ngữ họ sử dụng khá đa dạng, từ tiếng Macedonia tới tiếng Bulgarya, tùy theo nguồn gốc địa lý hay nguồn gốc chính trị. Không dễ để tìm ra con số chính xác về dân số của các cộng đồng này, và bản thân các khảo sát về sắc dân cũng không đưa ra kết của chắc chăn do người dân thường có tâm lý e dè và nghi ngại khi trả lời các câu hỏi trong các khảo sát về sắc dân của họ. Ước tính cao nhất về dân số của các cộng đồng này thường rơi vào khoảng 100.000–120.000 người. Chi nhánh Hy Lạp của Liên đoàn Helsinki Quốc tế về Quyền con người (cũ) đưa ra con số chừng 10.000–30.000.

#### Arvanitika
Các cộng đồng người Arvanitika cũng sinh sống ở vùng Makedonía. 5 cộng đồng Arvanitika sinh sống ở vùng Serres và nhiều người Arvanitika sinh sống tại Thessaloniki, trung tâm hành chính của Makedonía. Ngoài ra còn có 3 làng của người Arvanitika tại Florina (Drosopigi, Lechovo và Flampouro), và nhiều người Arvanitika khác sống ở các vùng Kilkis và Thessaloniki.

#### Các sắc dân khác
Các dân tộc thiểu số khác trong vùng có thể kể đến là Rōmaniōt, Armenia và Roma (một nhánh của người Di-gan). Cộng đồng người Roma chủ yếu sinh sống xung quanh thành phố Thessaloniki. Một phần (trong số 200-300 nghìn người Di-gan tại Hy Lạp) sinh sống trong vùng Makedonía.

### Liên kết chính thức
- Macedonia and Thrace region site Lưu trữ ngày 21 tháng 7 năm 2011 tại Wayback Machine (tiếng Anh)
- Ministry for Macedonia–Thrace (tiếng Hy Lạp)
- Region of Central Macedonia Lưu trữ ngày 11 tháng 10 năm 2007 tại Wayback Machine
- Region of Western Macedonia
- Region of Eastern Macedonia and Thrace Lưu trữ ngày 29 tháng 5 năm 2005 tại Wayback Machine
- Map of Macedonia Lưu trữ ngày 6 tháng 3 năm 2010 tại Wayback Machine